# Schelechow
Schelechow (russisch Шелехов) ist eine Stadt in der Oblast Irkutsk (Russland) mit 47.943 Einwohnern (Stand 14. Oktober 2010).

## Geographie
Die Stadt liegt am Südrand der Ebene nördlich des Ostsajan, etwa 20 km südwestlich der Oblasthauptstadt Irkutsk, am Fluss Irkut, einem linken Nebenfluss des Angara.
Die Stadt Schelechow ist der Oblast administrativ direkt unterstellt und zugleich Verwaltungszentrum des gleichnamigen Rajons.
Schelechow liegt an der Transsibirischen Eisenbahn (Station Gontscharowo, Streckenkilometer 5204 ab Moskau) sowie der Fernstraße M55 Irkutsk–Tschita.

## Geschichte
Schelechow entstand ab Anfang der 1950er Jahre als Satellitenstadt von Irkutsk im Zusammenhang mit der Errichtung des Irkutsker Aluminiumwerkes. 1956 wurde der schnell wachsende Ort zur Siedlung städtischen Typs und nach dem Seefahrer und Unternehmer Grigori Schelichow benannt, allerdings in einer abweichenden, weniger verbreiteten Schreibweise des Familiennamens. 1962 wurde das Stadtrecht verliehen.
Seit 2005 besteht eine Städtepartnerschaft mit Nomi in Japan.

### Bevölkerungsentwicklung
| Jahr | Einwohner |
| ---- | --------- |
| 1959 | 13.044    |
| 1970 | 29.889    |
| 1979 | 40.561    |
| 1989 | 47.702    |
| 2002 | 47.520    |
| 2010 | 47.943    |

Anmerkung: Volkszählungsdaten

## Wirtschaft
Stadtbildbestimmend ist das heute zu RUSAL gehörende Aluminiumwerk mit angeschlossener Produktion von Silizium (SAO Kremni) usw. Daneben gibt es den Kabelhersteller Irkutskkabel sowie Betriebe der holzverarbeitenden Industrie und Bauwirtschaft.

## Söhne und Töchter der Stadt
- Andrei Walerjewitsch Baschkirow (* 1970), Eishockeyspieler
- Jewgeni Wiktorowitsch Mitkow (* 1972), Volleyballspieler